# Akinori Kosaka
Akinori Kosaka (født 14. september 1975) er en tidligere japansk fodboldspiller.
Han har spillet for flere forskellige klubber i sin karriere, herunder Omiya Ardija.